# خانواده سنو
خانواده سنّو یکی از خانواده‌های ایتالیایی-لبنانی و یکی از کهن‌ترین خانواده‌های بیروت به شمار می‌رود. گفته می‌شود این خانواده متشکل از نوادگان طارق سنو هستند.